# Región del Sur (Malaui)
La Región del Sur es una de las tres regiones en que se divide Malaui. Cubre un área de 31.753 km² y alberga una población de 5.345.045 personas. La capital es Blantyre.

## Distritos
- Distrito de Balaka
- Distrito de Blantyre
- Distrito de Chikwawa
- Distrito de Chiradzulu
- Distrito de Machinga
- Distrito de Mangochi
- Distrito de Mulanje
- Distrito de Mwanza
- Distrito de Nsanje
- Distrito de Phalombe
- Distrito de Thyolo
- Distrito de Zomba.

- Datos: Q868784